# Бородавчаста змія арафурська
Бородавчаста змія арафурська (Acrochordus arafurae) — неотруйна змія з роду Бородавчаста змія родини Бородавчасті змії.

## Опис
Загальна довжина коливається від 1,2 до 2,5 м. Спостерігається статевий диморфізм — самиці майже удвічі більші за самців. Голова широка, пласка, морда загострена. Тулуб товстий, м'язистий з сильно шорсткою, грубою лускою. Забарвлення темно-сіре, коричневе з розмитими світлими й темними плямами.

## Спосіб життя
Полюбляє прісні річки, озера й прибережні ділянки суходолу. Майже усе життя проводить у воді, вкрай рідко з'являється на березі. Це повільна, незграбна змія. Харчується рибою.
Це живородна змія. Статева зрілість настає у 2 роки. Самиця під водою народжує від 11 до 27 дитинчат.

## Стосунки з людиною
Користуючись особливістю характеру цієї змії місцеві мешканці із задоволенням полюють на неї. Вони вживають в їжу арфурську бородавчасту змію, а також використовують у ремісництві її шкіру.

## Розповсюдження
Поширена на о.Нова Гвінея, півночі Австралії.